# Station Düsseldorf Flughafen Terminal
Station Düsseldorf Flughafen Terminal (Duits: Bahnhof Düsseldorf Flughafen Terminal) is een S-Bahnstation in het stadsdeel Lohausen van de Duitse stad Düsseldorf, gelegen onder de luchthaven van Düsseldorf. Het station ligt aan de spoorlijn Düsseldorf-Flughafen - Düsseldorf-Unterrath. Het wordt elke 20 minuten bediend door lijn S11 van de S-Bahn Rhein-Ruhr waarmee een snelle verbinding met het centrum van Düsseldorf bestaat.

## Treinverbindingen
| Serie | Treinsoort            | Route | Bijzonderheden                             |
| ----- | --------------------- | --- | ------------------------------------------ |
| S 11  | S-Bahn (DB Regio NRW) | Düsseldorf Luchthaven Terminal – Düsseldorf Hbf – Neuss Hbf – Norf – Nievenheim – Dormagen – Köln Hbf – Bergisch Gladbach | Dienstregeling S11 geldig vanaf 10-12-2023 |